# Gatão (futebolista)
Vicente Naval Filho, mais conhecido como Gatão (Piracicaba, 10 de maio de 1928 - Piracicaba, 2 de março de 1995) foi um treinador e futebolista brasileiro que atuava como atacante.
Ganhou o apelido pela sua tremenda impulsão, o que lhe tornou possível firmar-se como um grande cabeceador.
É até hoje o maior artilheiro do XV de Piracicaba, com 202 gols feitos.
É pai do ex-futebolista José Fernando Naval, o Gatãozinho.

## Carreira

### Jogador
Filho de Vicente Naval e Antônia Zílio Naval, iniciou sua carreira no futebol em 14 de maio de 1944, defendendo o S. R. Palmeiras (Palmerinha), em partida contra a equipe do Paulista FC, terminada em 3x2 para sua equipe, partida válida pelo Campeonato Piracicabano de Futebol. Em sua temporada de estreia, marcou apenas três gols, mas despertou interesse dos diretores da equipe do XV de Piracicaba pelo bom futebol apresentado.
Assinou contrato com o XV em 30 de dezembro de 1945 e fez sua estreia oficial em um jogo internacional, contra o Libertad do Paraguai, em 18 de janeiro de 1946.
Foi o principal jogador do elenco campeão da Segunda Divisão Paulista em 1948, quando marcou 2 gols na expressiva vitória por 5×1 sobre o Linense. Pelo clube, foi bi-campeão do Campeonato do Interior (1947-48) e Campeão do Torneio Início do Campeonato Paulista em 1949.
Em 1950, recebeu do Dr. Dovilio Ometo, então presidente do Nhô Quim, mais de Cr$ 30 mil para não aceitar uma proposta do São Paulo. No mesmo ano, no dia 11 de junho, atuou pela Seleção de Novos em amistoso contra a Seleção Brasileira, no Estádio de São Januário. Em 16 de junho do mesmo ano, esteve no jogo de inauguração do Estádio do Maracanã representando a Seleção Paulista, embora não tenha entrado em campo para enfrentar os cariocas.
Em fevereiro de 1952, Gatão acertou suas bases contratuais e acertou com o Corinthians. Estreou no clube em 1 de março de 1952, na derrota para o Botafogo por 2 a 0, em partida válida pela Taça Cidade de São Paulo de 1952. Participou da primeira excursão alvinegra à Europa, em 1952, onde fizeram uma sequência de 17 jogos, com 16 vitórias e só uma derrota.
Pelo clube, onde saiu em abril de 1955, disputou 73 partidas, marcou 18 gols, e conquistou os títulos paulistas, em 1952 e 1954, e o Rio-São Paulo, em 1953 e 1954.
No mês de maio do mesmo ano, firmou compromisso com a Ponte Preta, mas não permaneceu por muito tempo no clube.
Gatão regressou ao XV na noite do dia 3 de maio de 1955.
Encerrou sua carreira de jogador em 7 de janeiro de 1961.
é até hoje o maior artilheiro do XV, com 202 gols feitos em 422 partidas, disputadas entre 1945 e 1952 e de 1955 a 1960. 

### Treinador
Gatão retornou ao XV como treinador em quatro oportunidades. A última delas foi em 1986, quando Gatão foi convocado para ajudar o alvinegro a escapar do rebaixamento. 
exerceu a função de técnico em times como o Paulista de Jundiaí, Internacional de Limeira (1961), Velo Clube de Rio Claro, União Barbarense, Ferroviária de Botucatu, entre outros.

### Homenagens
Em 2013, foi incluído na seleção do centenário do XV de Piracicaba.
Em 2015, foi tema do livro "Gatão: do XV ao Corinthians, tributo à trajetória de um vencedor", escrito por Adolpho Queiroz e Pedro Sakr, com prefácio do jornalista Milton Neves.
Em sua cidade natal, Piracicaba, deu nome a uma área de lazer localizada no bairro Jardim Brasília.
Gatão morreu em 1995, aos 67 anos.

## Títulos
XV de Piracicaba
- Campeonato Paulista - Série A2: 1947, 1948
- Torneio Início Paulista: 1949

Corinthians
- Campeonato Paulista: 1952 e 1954

- Torneio Rio-São Paulo: 1953 e 1954

- Torneio Charles Miller: 1954